# Viburnum tinoides
Viburnum tinoides är en desmeknoppsväxtart som beskrevs av Carl von Linné d.y.. Viburnum tinoides ingår i släktet olvonsläktet, och familjen desmeknoppsväxter.

## Underarter
Arten delas in i följande underarter:
- V. t. roraimense
- V. t. venezuelense